# Siège d'Électrorail
Le siège d'Électrorail est un immeuble de style Art déco édifié par l'architecte Antoine Courtens sur le territoire de la Ville de Bruxelles en Belgique.
Cet immeuble de bureaux est une des œuvres Art déco les plus significatives d'Antoine Courtens à Bruxelles, avec l'hôtel Haerens, un hôtel de maître situé dans le bas de l'avenue Brugmann à Uccle, et le palais de la Folle Chanson, un immeuble d'angle bâti au rond-point de l'Étoile à Ixelles qui figure parmi les meilleurs exemples d'architecture Art déco à Bruxelles.

## Localisation
Le siège d'Électrorail se dresse aux numéros 57-61 de la rue de l'Association, dans le quartier Notre-Dame-aux-Neiges, qui occupe l'angle nord-est du Pentagone que constitue le centre de la Ville de Bruxelles, à quelques dizaines de mètres au nord de la place de la Liberté.

## Histoire

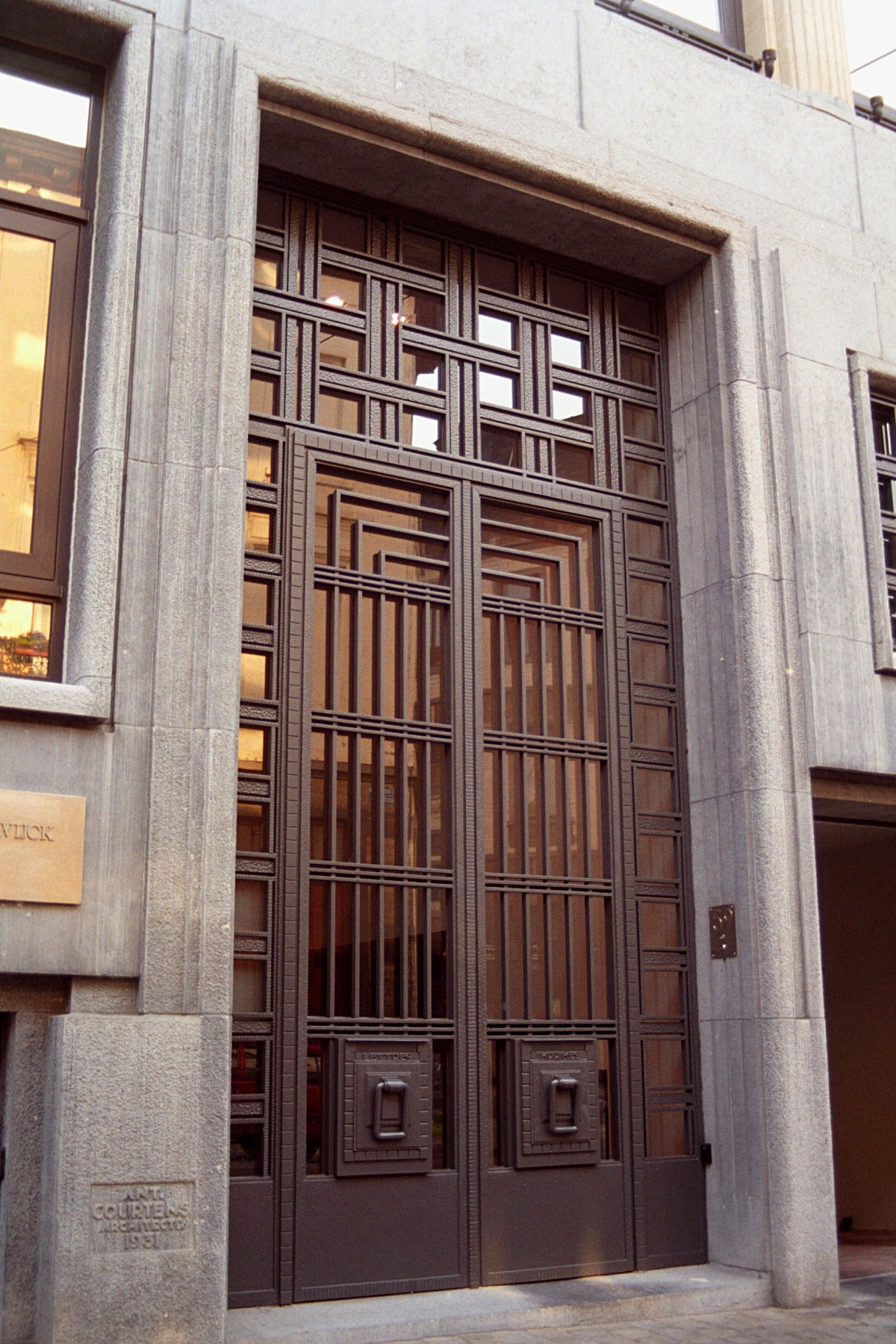
La porte d'entrée.

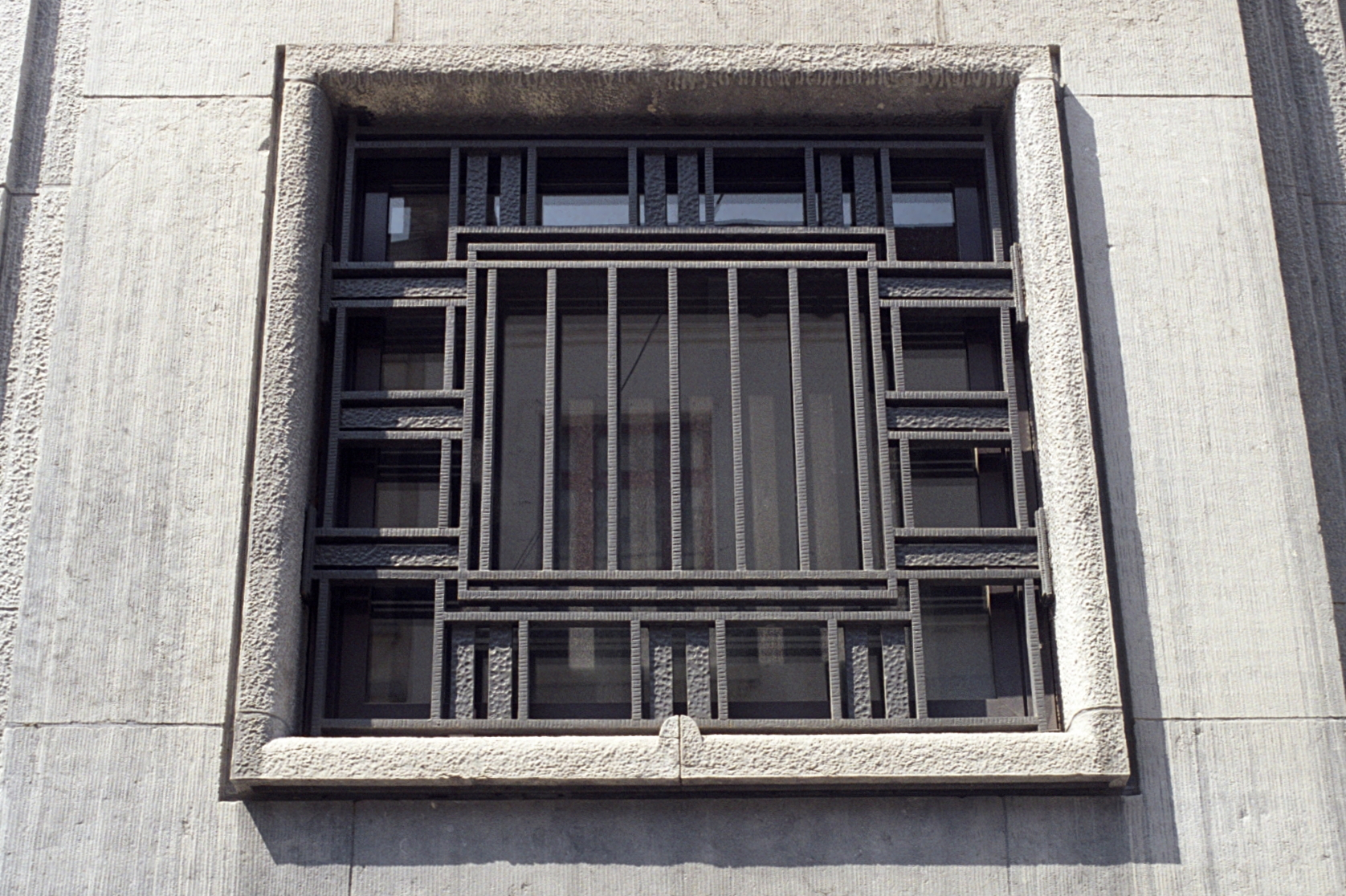
Fenêtre du rez.

Après avoir travaillé dans l'atelier de Victor Horta sur le projet du palais des beaux-arts de Bruxelles, Antoine Courtens travaille à Paris, à Lyon puis à Düsseldorf.
En 1928, de retour à Bruxelles, il dresse les plans de nombreux édifices, dont ses deux œuvres les plus significatives à Bruxelles, l'hôtel Haerens et le palais de la Folle Chanson.
À l'automne 1929, Jean et Louis Empain héritent de l'empire financier et industriel créé par leur père Édouard Empain et restructurent les différentes sociétés du groupe familial en créant la société Electrorail.
C'est en 1930-1931 qu'Antoine Courtens transforme trois maisons pour édifier le siège d'Électrorail pour le groupe Empain,, un groupe où travaillait l'ingénieur Robert Haerens pour lequel Courtens construit l'hôtel Haerens de 1928 à 1931.
Il est à noter qu'Antoine Courtens travaillera ultérieurement à nouveau pour le baron Louis Empain, pour qui il édifiera en 1935-1938 le Domaine de l'Estérel à Sainte-Marguerite-du-Lac-Masson au Québec.
L'immeuble d'Électrorail n'est pas classé mais il figure à l'inventaire du patrimoine architectural de la Région de Bruxelles-Capitale.
Après avoir abrité le siège de la Banque européenne pour l'Amérique latine (BEAL), l'immeuble est occupé depuis 1987 par un cabinet d'avocats,.

## Architecture

### Description générale
La façade du siège d'Électrorail présente cinq niveaux et neuf travées.
Le rez-de chaussée est édifié en pierre bleue (petit granit). Il comprend, à droite, une minuscule porte de garage surmontée d'une fenêtre carrée ornée d'une grille en fer forgé martelé peint en noir, typique du style Art déco, ainsi que la porte d'entrée, très haute, également en fer forgé martelé, dont la partie supérieure est faite de bandes entrelacées. à gauche de la porte figure la signature de l'architecte ainsi que le millésime 1931. Ces deux portes occupent la largeur de trois travées. Viennent ensuite six hautes fenêtres à l'encadrement de pierre bouchardée surmontant autant de fenêtres basses placées au ras du sol et protégées par des bandes entrelacées de fer forgé martelé en tous points semblables à celles qui surmontent la porte d'entrée.
Les trois étages de la façade présentent une couleur blanche qui contraste agréablement avec le rez-de chaussée édifié pierre bleue. Dix hautes colonnes engagées d'ordre colossal confèrent aux neuf travées de ces étages un bel élan vertical, renforcé par les cannelures des colonnes.
Ces colonnes supportent une corniche en forte saillie, surmontée d'un attique de treize petites travées qui couronne la façade.

### Répertoire ornemental
La façade du Siège d'Électrorail combine (outre la porte et les fenêtres en fer forgé martelé) deux types d'ornementation.
D'un côté, des éléments empruntés au langage ornemental gréco-romain de l'antiquité comme les immenses colonnes engagées cannelées d'ordre colossal, ainsi que des frises de denticules sous les corniches.
De l'autre, des éléments décoratifs inspirés du répertoire ornemental de l'architecte américain Frank Lloyd Wright. Antoine Courtens fut en effet stagiaire en 1924 dans l'atelier de Victor Horta qui visita les œuvres de Frank Lloyd Wright lors des années qu'il passa en exil aux États-Unis pendant la Première Guerre mondiale, de 1915 à 1919. Par l'intermédiaire de Horta, Courtens découvre l'esthétique de l'architecte américain, qui est une révélation pour lui : à partir de 1928, il intègre dans ses compositions des éléments décoratifs imités de l'architecte américain. Il a pu également être influencé par les numéros richement illustrés consacrés en 1925 à Frank Lloyd Wright par la revue néerlandaise Wendingen.
Les éléments géométriques qui couronnent ici les colonnes et évoquent des chapiteaux sont très proches de ceux qui ornent l'attique et les pilastres de la rotonde de l'hôtel Haerens et sont, comme ces derniers, inspirés des ornements géométriques utilisés par Frank Lloyd Wright sur les façades du Unity Temple d'Oak Park (1905) et de la Hollyhock House (1917) à East Hollywood.
|  |  |  |